# 敬亭山
敬亭山位于中国安徽省宣城市区北郊的水阳江畔，属黄山支脉，山势呈西南—东北走向，大小山峰60座，拥有一峰、净峰、翠云峰三大主峰，最高峰翠云峰海拔324.1米。
敬亭山原名昭亭山，西晋时为避晋文帝司马昭名讳，改称敬亭山。历代咏颂敬亭山的诗，文，记，画数以千记，因此被誉为“江南诗山”。南齐诗人谢朓任宣城太守时留有《游敬亭山》的诗篇；唐代李白一生七次登临敬亭山，留下描写敬亭山的诗篇45首；继谢、李之后，白居易、杜牧、欧阳修、黄庭坚、苏轼、文天祥等历代文人相继到访于此。“唐宋八大家”之一的韩愈曾寓居于敬亭山，后人建“昌黎别业”以纪之；黄山画派的代表人物石涛曾在山下的广教寺修行十多年。

## 延伸阅读
[在维基数据编辑]
 《欽定古今圖書集成·方輿彙編·山川典·敬亭山部》，出自陈梦雷《古今圖書集成》